# Leilani Kai
Patty Seymour (nacida el 23 de enero de 1957) es una luchadora profesional estadounidense semirretirada, más conocida por su nombre de ring Leilani Kai. 
Comenzó a entrenar con The Fabulous Moolah justo después de terminar la escuela secundaria. En la década de 1980, como parte de la Conexión Rock 'n' Wrestling de la World Wrestling Federation (WWF), que combinaba la lucha libre y la música, Kai derrotó a Wendi Richter para convertirse en la Campeona Femenina de la WWF.
Sin embargo, Kai perdió el título en el evento inaugural de WrestleMania. Más tarde fue emparejada con Judy Martin , en un equipo que sería conocido como The Glamour Girls. Ambas también participaron en torneos en  All Japan Women's Pro-Wrestling y derrotaron a sus principales opositoras The Jumping Bomb Angels.